# گورکن بدبوی پالاوان
گورکن بدبو پالاوان (نام علمی: Mydaus marchei) نام یک گونه از سرده گورکن بدبو است.